# Tramwaje w Wieszowie
Tramwaje w Wieszowie – element systemu komunikacji tramwajowej konurbacji górnośląskiej, który funkcjonował na terenie Wieszowy (w gminie Zbrosławice) w latach 1925−1983. W całej historii tramwajów w Wieszowie kursowała jedna linia, łącząca wieś z Bytomiem.

## Historia

### Przed 1945
Powstanie linii do Wieszowy wiązało się z zainteresowaniem władz Bytomia uruchomieniem połączeń z okolicznymi miejscowościami. W tym celu władze miasta powołały spółkę tramwajów miejskich Städtische Straßenbahn Beuthen, O/S. Pierwsze normalnotorowe linie miejskich tramwajów uruchomiono 23 listopada 1913 roku. Były to odcinki: Bytom Rynek – Miechowice (5,4 km), Karb – Dąbrowa Miejska (2,6 km) oraz Bytom Rynek – ul. Piekarska .
Sieć ta uległa w latach międzywojennych znacznej rozbudowie. W tym czasie, w listopadzie 1925 roku, uruchomiono przedłużenie linii I, która łączyła Miechowice z Wieszową przez Rokitnicę .

### Lata powojenne
W 1945 roku sieć tramwajową przymusowo przyporządkowano spółce Koleje Elektryczne Zagłębia Śląsko-Dąbrowskiego, a w trzy lata później związkowi komunalnemu Śląsko-Dąbrowskie Linie Komunikacyjne, przekształconemu w 1951 roku w Wojewódzkie Przedsiębiorstwo Komunikacyjne w Katowicach, które organizowały komunikację tramwajową i autobusową na terenie konurbacji górnośląskiej.
W latach powojennych linie w północno-zachodniej części sieci tramwajowej konurbacji górnośląskiej stanowiły ważny element lokalnej komunikacji publicznej z racji utrudnionego dostępu do innych środków transportu. W 1949 roku dokonano zmian w numeracji linii – pod koniec tegoż roku do Wieszowy docierała linia 31 z Bytomia, na której kursowały 3 tramwaje, a czas przejazdu na całym odcinku (12,2 km) wynosił 56 minut. W 1957 roku na tej linii przewieziono 6 660 691 pasażerów . Na linii do Wieszowy do końca lat 50. XX w. kursowały wagony silnikowe i doczepne do zakładów Linke-Hofmann. W późniejszym okresie linię tę obsługiwały głównie wagony typu N .
Początek lat 80. XX w. oznaczał koniec kursowania tramwajów do Wieszowy. 2 maja 1983 roku z racji budowy wiaduktu drogowego w Karbiu wstrzymano ruch tramwajowy do Wieszowy. Ostatecznie oznaczało to całkowitą likwidację tramwajów, spowodowaną również licznymi szkodami górniczymi.
Po likwidacji linii tramwajowej została uruchomiona linia autobusowa komunikacji miejskiej o numerze 724 na trasie Bytom – Wieszowa. 
Obecnie w pobliżu dawnego przystanku tramwajowego znajduje się przystanek komunikacji autobusowej Wieszowa Bytomska, obsługiwany na żądanie przez 4 linie autobusowe (132, 134 i 184, oraz wariantowe kursy linii 20). Kursy te są organizowane przez Zarząd Transportu Metropolitalnego .